# Andante en si bémol majeur, KV 5b (Mozart)
L'Andante pour clavier en si bémol majeur, KV 9b/5b, est une brève pièce dont on ne possède qu'un fragment, composée par Wolfgang Amadeus Mozart à Salzbourg probablement en 1764, quand il avait seulement huit ans. Ce morceau de musique est la douzième composition de Mozart, et il se trouve dans le Nannerl Notenbuch, un petit cahier que Leopold Mozart, le père de Wolfgang, employait pour enseigner la musique à ses enfants. La pièce a été mise par écrit par Leopold, car le petit Wolfgang était trop jeune pour savoir écrire la musique.   

## Description
Le fragment qui nous est parvenu, comprend seulement trente-trois mesures, et contient des répétitions. Il est écrit dans la tonalité de si bémol majeur et est marqué à 
. Ce  morceau peut être interprété au clavecin, mais on peut le jouer sur d'autres instruments à clavier.